# Uniwersytet dla Wszystkich
Uniwersytet dla Wszystkich (UdW) – organizacja oświatowa, działająca głównie wśród robotników Królestwa Polskiego w latach 1905–1908.
Uniwersytet został założony w grudniu 1905 r. z inicjatywy postępowej inteligencji, związanej ideowo z ruchem socjalistycznym. Oparł się on na dorobku wcześniejszych nielegalnych kółek oświatowych o orientacji socjalistycznej i przekształcił rychło w wielką organizację oświatową. Zakres działalności Uniwersytetu obejmował: systematyczne nauczanie w celu uzupełnienia bądź poszerzenia wykształcenia, popularyzację wiedzy i sztuki, upowszechnianie książki i czytelnictwa, rozwijanie amatorskiego ruchu artystycznego oraz krajoznawstwa i rekreacji. Swoją działalność opierała na zasadzie samorządności, co wyrażała dewiza: „Uniwersytet powinien być dziełem samych słuchaczy". Twórcami instytucji byli m.in. Stanisław Kruszewski, Ludwik Krzywicki, Feliks Perl, Stanisław Posner, Antoni Sujkowski którzy przyciągnęli do niej działaczy Związku Towarzystw Samopomocy Społecznej. Do zarządu UdW którego prezesem był Marian Zbrowski, wchodzili m.in.: Stanisław Kruszewski, Maria Gomólińska, Władysław Kurkiewicz, Zdzisław Kruszewski.
Merytoryczną stroną działalności Uniwersytetu kierował Komitet Naukowy, który zajmował się głównie opracowywaniem programów wykładów i odczytów, sporządzaniem wykazów zalecanej lektury oraz doborem wykładowców. Do lepszej organizacji pracy Komitet Naukowy powołał w Uniwersytecie dla Wszystkich następujące sekcje: nauk przyrodniczych, historyczną, społeczno-ekonomiczną, literacką nauk technicznych oraz pedagogiczną. Pracą sekcji pedagogicznej kierowali Stanisław Karpowicz oraz Iza Moszczeńska. Do grona wykładowców należeli Julian Poznański, Ludwik Krzywicki, Tadeusz Rechniewski, Andrzej Jan Niemojewski, Zygmunt Heryng, Stanisław Koszutski, Adam Mahrburg, Maksymilian Heilpern, Stanisław Karpowicz, Iza Moszczeńska, Tadeusz Ulanowski, Kazimierz Stołyhwo, Michał Sokolnicki, Wojciech Karpiński, Władysława Weychertówna, Antoni Sujkowski, Wacław Nałkowski, Stanisław Kempner, Zofia Daszyńska-Golińska, Adolf Nowaczyński, Stanisław Przybyszewski i Wacław Sieroszewski. UdW działał w Warszawie (mieściła się tutaj centrala i działały biura dzielnicowe) oraz na obszarze guberni warszawskiej (6 oddziałów), guberni płockiej (3 oddziały m.in. Płocku, Lipnie i Sierpcu.) a także w Zagłębiu Dąbrowskim (6 oddziałów - w Będzinie, Sosnowcu, Dąbrowie Górniczej, Ząbkowicach, Zawierciu i Częstochowie).
Podstawową formą pracy uczelni było systematyczne nauczanie różnych dziedzin wiedzy, które odbywało się w kompletach organizowanych przeważnie w dzielnicach robotniczych i obejmowało: język polski, dzieje ojczyste, historię powszechną, ekonomię polityczną, matematykę, fizykę, chemię, biologię, nauki techniczne i pedagogikę. W latach 1906–07 działało w Warszawie 59 kompletów. Drugą formą pracy UdW były cykle popularnych odczytów z wybranych dziedzin nauki wygłaszane w poszczególnych dzielnicach miasta. Tylko w ciągu 1908 roku przeprowadzono łącznie 456 odczytów, przy ogólnej liczbie 81 592 słuchaczy. Trzecią formą pracy UdW były publiczne odczyty wygłaszane w Sali Filharmonii lub w Muzeum Przemysłu przez uczonych, literatów i działaczy społecznych. (w ciągu roku skorzystało z nich 50 tys. słuchaczy).
Działalność UdW przyczyniła się do rozwoju samokształcenia wśród robotników oraz do upowszechniania książki i czytelnictwa. UdW organizował specjalne biura porad dla samouków, a podczas odczytów kolportował książki zalecane przez wykładowców, upowszechniając tym sposobem najcenniejsze utwory literatury polskiej i obcej. UdW wspierał rozwój amatorskiego ruchu artystycznego wśród robotników, organizując kółka dramatyczne i literackie. Swoją wielokierunkową działalnością UdW przyczynił się do podniesienia poziomu oświaty i kultury środowisk robotniczych, rozbudził ich aspiracje kulturalne oraz pogłębił świadomość społeczną i narodową. 
Po uprzednich represjach i aresztowaniach UdW został zawieszony przez rosyjskiego generał-gubernatora warszawskiego 19 listopada 1908 r. Jego majątek przekazano na rzecz  Towarzystwa Kultury Polskiej do którego przeszli działacze oraz liczni słuchacze UdW i w którego ramach Uniwersytet kontynuował działalność jako oddział V i VI aż do rozwiązania TKP w 1913 r.